# Біомаса
Біома́са — загальна кількість живої речовини в деякій екосистемі.
Біомаса (англ. Biomass) — живий та неживий наземний і підземний органічний матеріал, наприклад, дерева, чагарники, трави, лісова підстилка, коріння, тощо. Біомаса зосереджена як над землею, так і під землею.

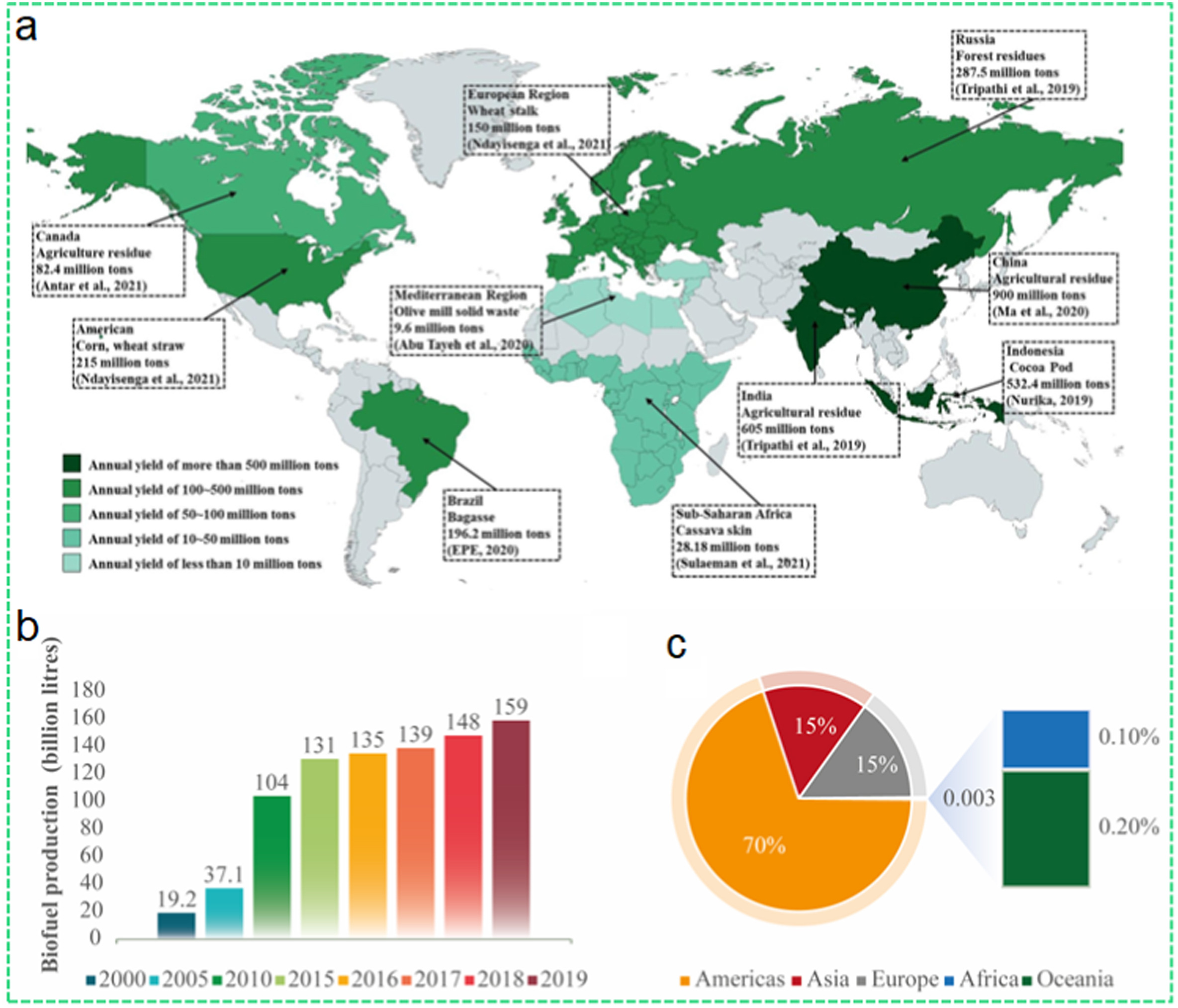
(a) Глобальне виробництво лігноцелюлозної біомаси (2022); b) Глобальне виробництво біопалива протягом років. (c) Світовий розподіл виробництва біопалива у 2019 році.

1. Матеріали, що є продуктами росту мікроорганізмів, рослин або тварин.
2. У хімії довкілля — вага повністю висушеного органічного матеріалу, який є продуктом діяльності живих організмів.

Кількість біомаси визначається за вагою речовини живих організмів. Абсолютна величина біомаси сучасних організмів земної кулі може бути визначена дуже наближено. Так, наприклад, вага живих організмів Світового океану дорівнює приблизно 16 мільярдів тонн, організмів суші — приблизно 6 трильйонів тонн.
Щорічно приріст біомаси у світі оцінюється в 200 млрд т в перерахунку на суху речовину, що енергетично еквівалентно 80 млрд т нафти. Одним із джерел біомаси є ліси. При переробці деревини 3-4 млрд т становлять відходи, енергетичний еквівалент яких становить 1,1-1,2 млрд т нафти. Світова потреба в енергії становить тільки 12 % енергії щорічного світового приросту біомаси. Частка і кількість біомаси, використовуваної для одержання енергії постійно знижується, що можна пояснити порівняно низькою теплотою згоряння біомаси, унаслідок високого вмісту в ній води.

## Використання біомаси

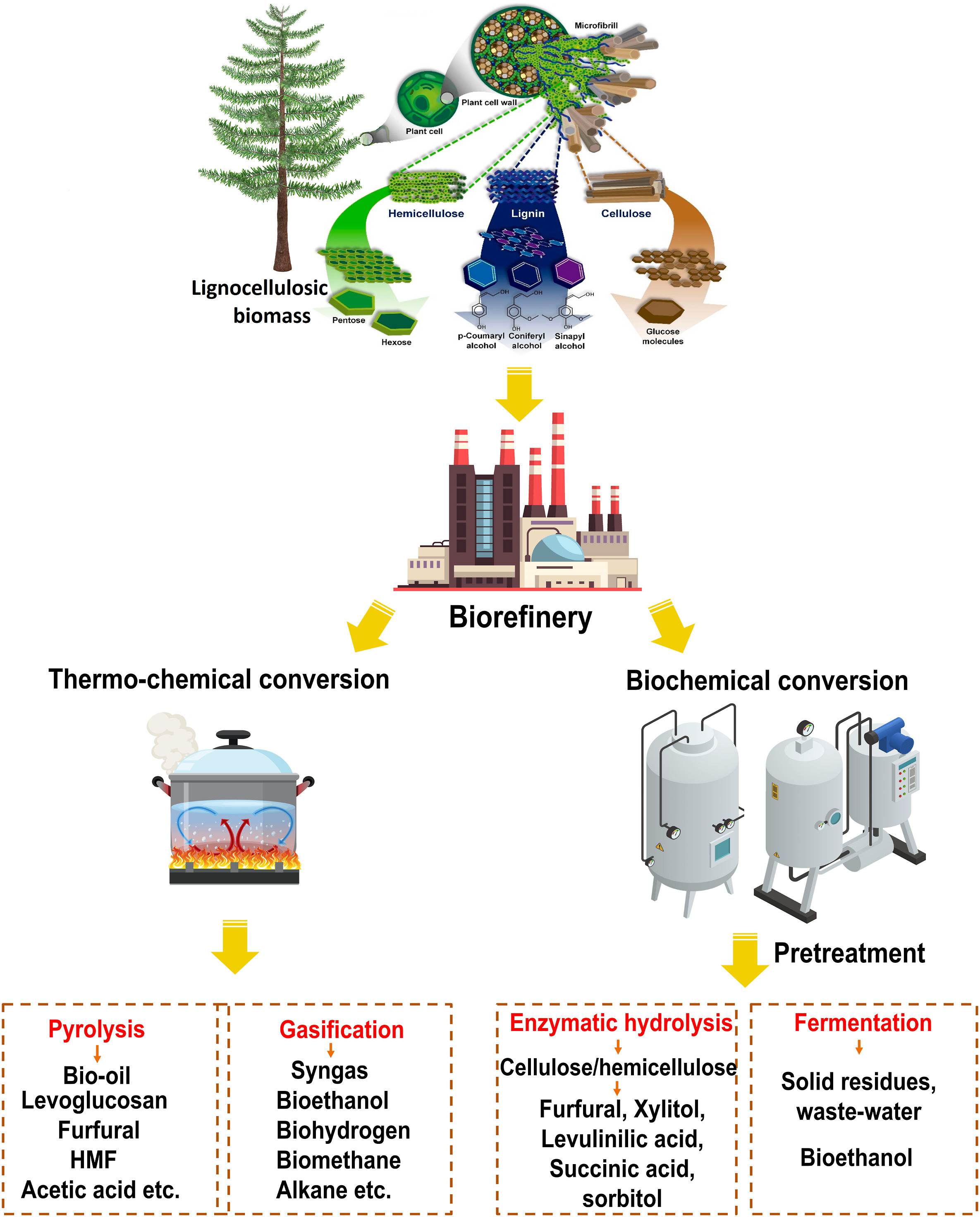
Підхід циркулярної біоекономіки для виробництва біопалива та інших цінних продуктів з лігноцелюлозної біомаси.

Певне застосування в енергетиці можуть знайти сільськогосподарські відходи: солома, відходи життєдіяльності тварин і птиці тощо.
Першими хімікатами з біомаси, продукованими людиною, були етанол і оцтова кислота як харчові продукти, що виробляли ферментацією. Біомаса слугувала і продовжує слугувати як джерело структурних волокон у виробництві тканин, волоконних матеріалів, паперу. Текстильна та паперова промисловість і сьогодні використовує біомасу у виробництві. У 1930-х роках близько 30 % промислових хімікатів виробляли з рослинної сировини.
Для переробки біомаси у хімікати запропонована або вже існує низка процесів: ферментація цукрів у спирти і кислоти, гідроліз вуглеводів, гідрування чи окиснення, піроліз до структурних фрагментів або газифікація з частковим окисненням чи парокиснева конверсія з утворенням синтез-газу з наступною переробкою у відомі продукти.